# أبيدوس
| Ab | b | Dw · O49 |

| Ab | b | Dw · O49 |

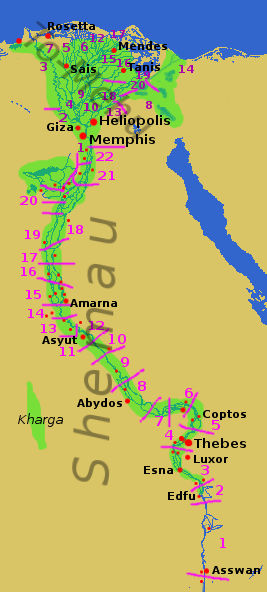
محافظات مصر القديمة (كور)، ويرى موقع أبيدوس في الجنوب.

أبيدوس (بالهيروغليفية: «أب-ب-دجو») مدينة بغرب البلينا سوهاج وقد كانت أحد المدن القديمة بمصر العليا. يجمع معظم علماء الآثار على أنها عاصمة مصر الأولى في نهاية عصر ما قبل الأسر والأسر الأربع الأولى، ويرجع تاريخها إلى 5 آلاف سنة. وتقع بين أسيوط والأقصر بالقرب من قنا. وحاليا يطلق عليها العرابة المدفونة بـ (البلينا) وتبعد عن النيل نحو 11 كيلومتر. ويوجد بها معبد سيتي الأول ومعبد رمسيس الثاني وهما يتميزان بالنقوش المصرية القديمة البارزة. وهذه المدينة كانت المركز الرئيسي لعبادة الإله أوزوريس. وكان يحج إليها قدماء المصريين ليبكوا الإله أوزوريس حارس الحياة الأبدية وإله الغرب. واكتشف فيها أقدم القوارب في التاريخ في المقابر القديمة إلى الغرب من معبد سيتي الأول والد رمسيس الثاني، مؤسس الأسرة المصرية التاسعة عشر والتي اشتهرت بتسمية الكثير من ملوكها حتى رمسيس 11 نسبة إلى اسم مؤسس الأسرة.
تمتاز هذه القرية بكثرة الآثار حيث كان الاسم السابق لها العرابة المدفونة بسبب أن كانت جميع الآثار بها تحت الرمال. ومنذ عصر ليس ببعيد أُعيد اكتشاف جزء كبير منها، ولا يزال هناك الكثير تحت الأبحاث والدراسة.
من المدهش عندما تكون داخل المعبد يأخذك إلى الماضي البعيد حيث الحياة القديمة وعظمة الأجداد لتقف تتأمل هذه العظمة وسرعان ما يأخذك الوقت سريعا".

## عصر ما قبل الأسر وعصر الأسر الأولى
ترجع أواخر آثار مدينة أبيدوس إلى الحقبة الأخيرة لحضارة نقادة الثالثة والأسرات المصرية الأربعة الأولى. وقد عثر على تلك الآثار المتعلقة بالسكان القدامى في منطقة معبد سيتي الأول الذي أنشئ فيما بعد وساعد وجودة في العثور على مدينة أبيدوس القديمة. وليس معروفا عما إذا كانت المدينة محاطة بجدار، ولا تزال تلك المسألة تحت البحث.

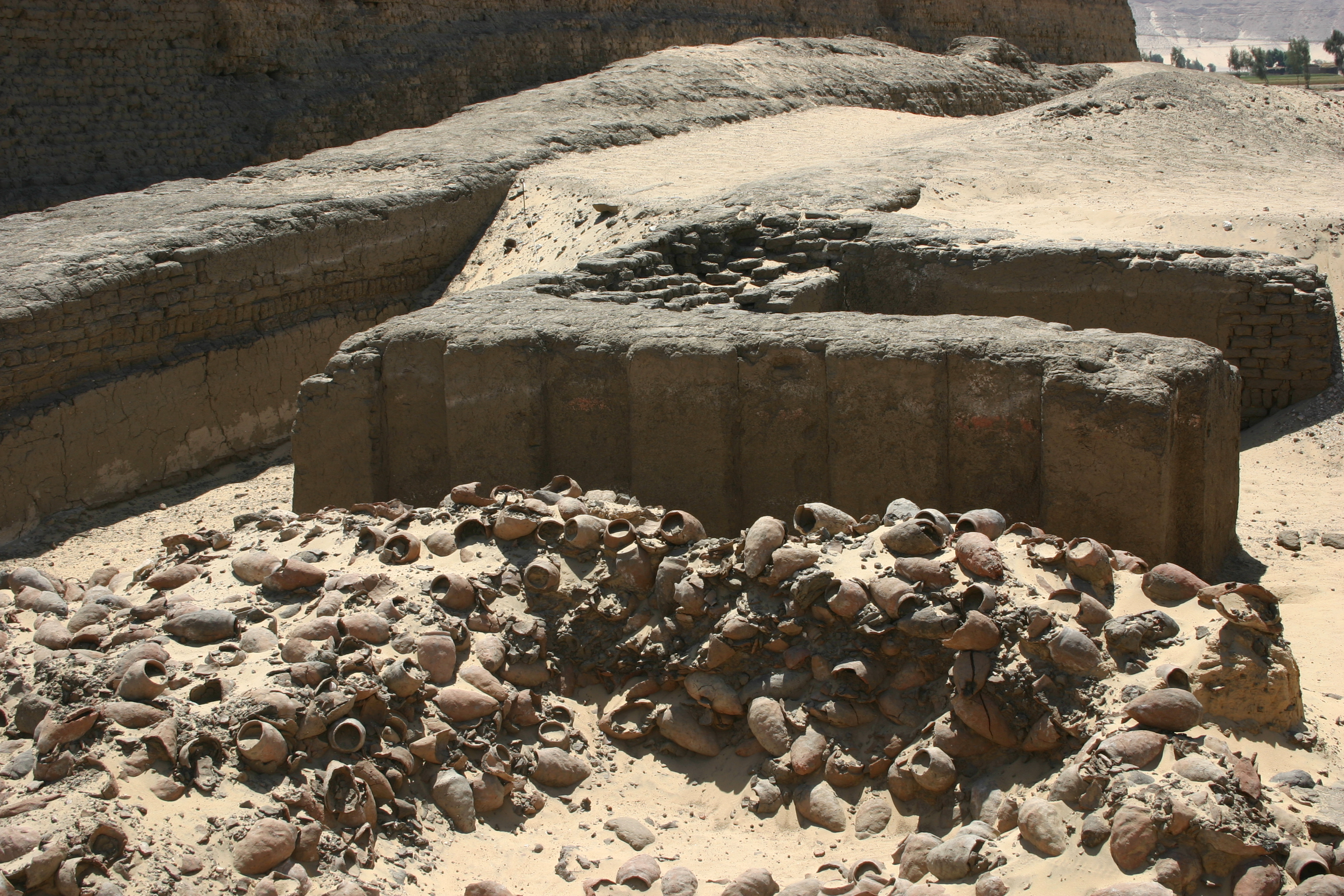
قبر الملك بريبسن من الأسرة الثانية في «أم العقاب».

وقد عثر الباحثون في الجبانة القديمة أم العقاب، والتي تبعد نحو 2 كيلومتر من المدينة ونحو 3 كيلو متر من حافة الصحراء، عثروا على عدد كبير من مقابر حكام تلك المنطقة قبل عصر الأسر المصرية، وتُعرف منطقة تلك القبور لدى المختصين بالجبانة ب. واكتشفت قبور أخرى في المنطقة المجاورة لها والمسماة الجبانة يو 2، من ضمنها مقبرة أحد ملوك العصر قبل الأسر.
وجدت في تلك المنطقة في عام 2000 أقدم مراكب مصرية قديمة يعثر عليها، وكانت مدفونة تحت الرمال ويرجع تاريخها إلى نحو 3000 قبل الميلاد. يبلغ عدد تلك المراكب الكبيرة حتى الآن 14 مركبا وتتراوح أطوالها بين 20 - 30 متر. وتقوم مجموعة باحثين من جامعة بنسلفانيا ومتحف بنسلفانيا وتشترك معهم مجموعة من جامعة ييل ومعهد الفنون الجميلة بنيويورك باستخراج قطع تلك المراكب ومعاملتها كيماويا بغرض حفظها. ويرجع تاريخ المراكب إلى الأسرة المصرية الثانية.
ويقع «كوم السلطان» نحو كيلومترا شرق أم العقاب. وقد عثر في كوم السلطان على عدة مواقع لحفريات ومستعمرة للصناع القدامى ومعبد أوزوريس-خونتامنتي. ويرجع تاريخ تلك الآثار إلى عصر ما قبل الأسر.

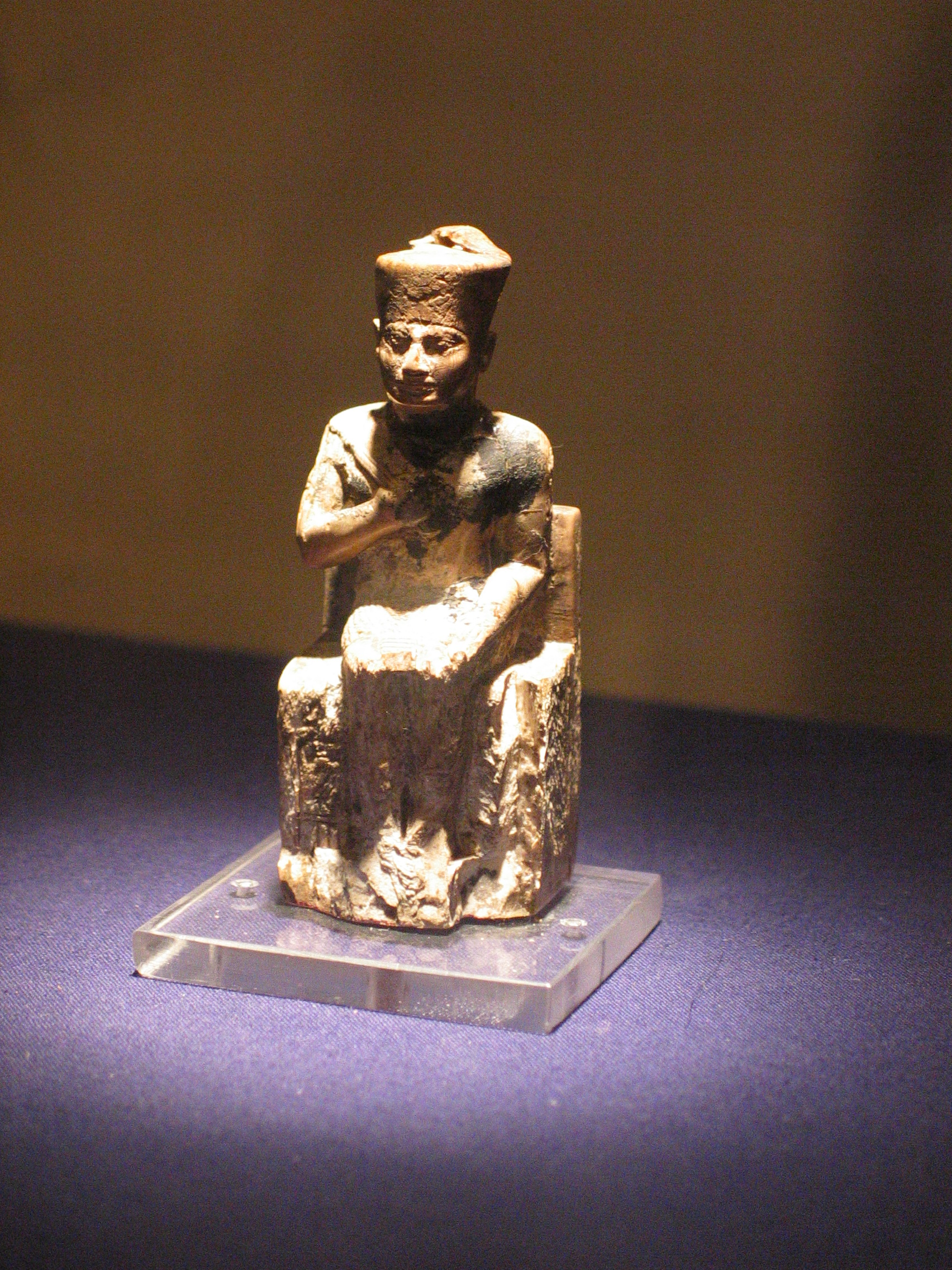
تمثال من سن الفيل للملك خوفو باني الهرم الأكبر بالجيزة وهو من الأسرة الرابعة، عثر عليه في أبيدوس.

خلال العصر القديم كان يوجد في القبور كلاب وابن آوى، حيث كانوا يستخدمون كحراس مقدسين للقبور. وكان الإله خونتامنتي مشبه بالكلب أو ابن آوى ومعنى اسمه «أول الغربيين، أي أول الموتى»، وكان الإله المقدس في تلك المنطقة في ذلك العصر (كان الغرب بالنسبة لقدماء المصريين هو مكان الآخرة الذي يعيش فيه الموتى، وكان تصورهم أن الإله خنتامنتي يستقبهم هناك. وفي العصور اللاحقة أصبح أوزوريس هو الذي يقوم بذلك).
دُفِن ملوك الأسرة الأولى في أبيدوس ودُفِن بالقرب منهم أيضا الوزراء والمساعدين الذي كانت تبلغ أعدادهم نحو 200 شخص، ثم نقص عددهم قرابة انتهاء فترة حكم الأسرة الأولى.
كان المعبد الذي يزاول فيه تجهيز وتوديع الموتى بالقرب من الأرض الزراعية وكان مصنوعا من الأخشاب والخوص المظفر بحيث لا توجد آثار منه حاليا. وقد تعرف الباحثون على مكان المعبد من صفوف المقابر التي كانت تحيط به والتي كانت مخصصة لرجال البلاط الملكي.
بدأ المصريون القدماء البناء باستخدام الطوب اللبن منذ الأسرة الثانية وتوجد منها بنايتين من هذا العصر وهما: «شونة الزبيب» ومبنى آخر أصبح جزءا من أحد الأديرة.
بقيت أهمية أبيدوس كجبانة لملوك مصر القدماء حتى عصر الملك جوسر في الأسرة الثالثة. واستعاض معظم ملوك مصر بعد ذلك عنها واختاروا لأنفسهم مواقع في شمال مصر مثل سقارة والجيزة وأبو صير ودهشور، ويبدوا أن مراسم الدفن كانت تشكل أيضا في أبيوس. واستمر عدد كبير من كبار الدولة يختار لدفنه في أبيدوس حتى عهد الأسرة السادسة.

## حقبة الدولتين القديمة والوسطى
أنشأ الملك بيبي الأول مقبرة له في أبيدوس، تطورت بعد ذلك وأصبحت معبدا لأوزوريس ولا تزال آثاره باقية حتى الآن. وخلال الفترة الانتقالية الأولى كانت أبيدوس تابعة لحكم العاصمة طيبة ولكنها كانت واقعة في منازعات. فيعتقد الباحثون أن الملك «مري-كا-رع» أمر بتمدير مقابر الملوك في أبيدوس. ورغم ذلك فقد احتفظت أبيدوس خلال تلك الفترة بمنزلتها القديمة كجبانة لملوك مصر. فكانت تقام بها جنائز وطقوس موازية لوداع الملك حتى ولو كان دفنه يتم في شمال مصر، وكانت تلك الطقوس تنتسب إلى أوزوريس الذي يعتقد المصريون في «أنه دفن في أبيدوس» إلى يوم البعث. خلال تلك الفترة اقترن أوزوريس بالإله «خونتامنتي» حارس القبور.
وحتى بعد الدولة الوسطى كان المصريون يطمعون في أن يدفنوا بعد وفاتهم في أبيدوس أو تكون لهم هناك على الأقل لوحة باسمهم. وظهر ذلك من كثير من كبار الدولة له زاوية عبادة مزودة بلوحة تُعرف به مع بعض تماثيله ومناضد للقرابين. لهذا نجد أن معظم اللوحات التي عثر عليها من الدولة الوسطى قد عثر عليها في أبيدوس. ويبدوا أن عبادة أوزوريس في أبيدوس كانت هي المنتشرة، فإليه تنسب كتابات على لوحات القبور.

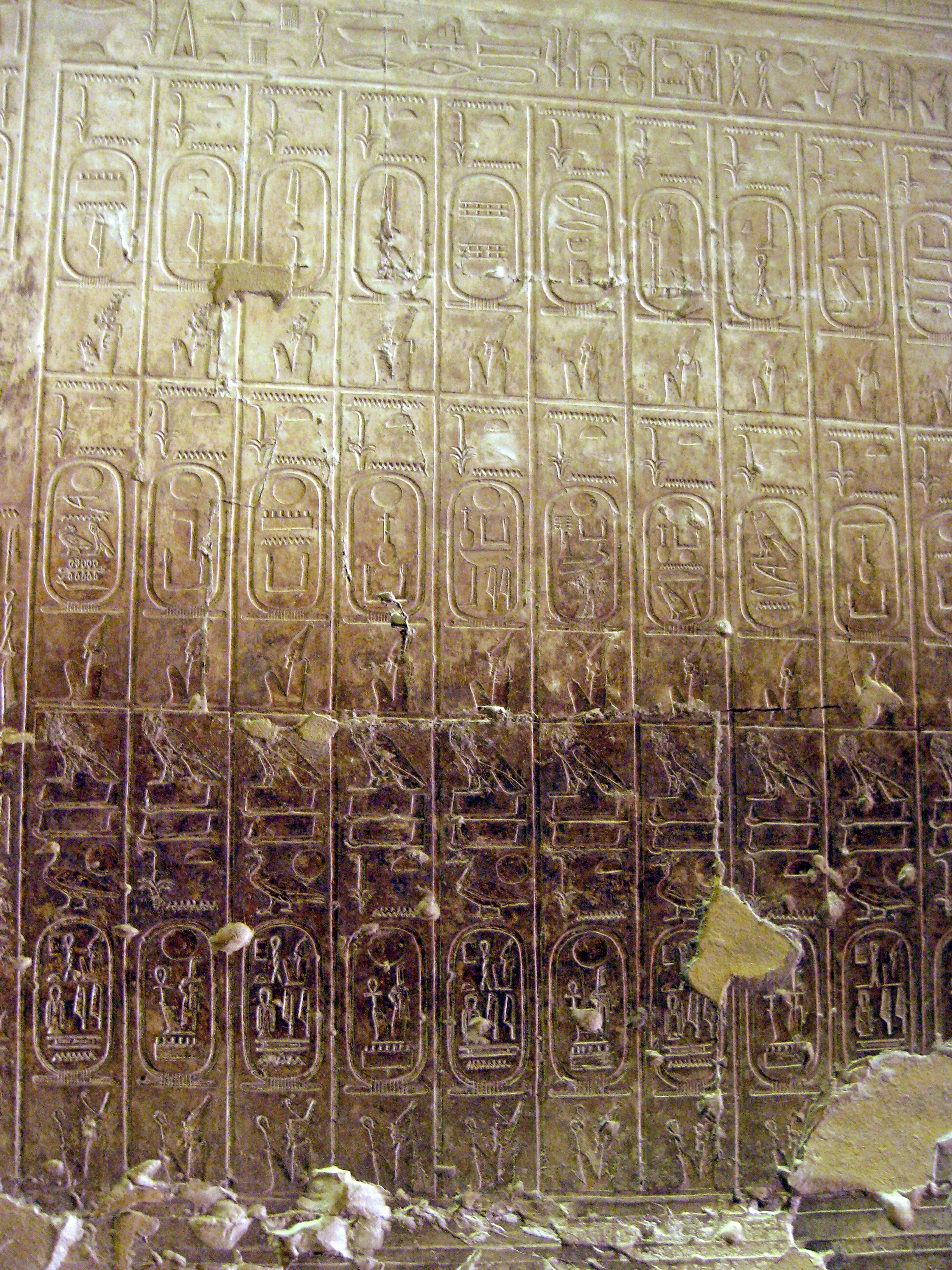
جزء من قائمة ملوك مصر (أبيدوس) من عصر الدولة الحديثة.

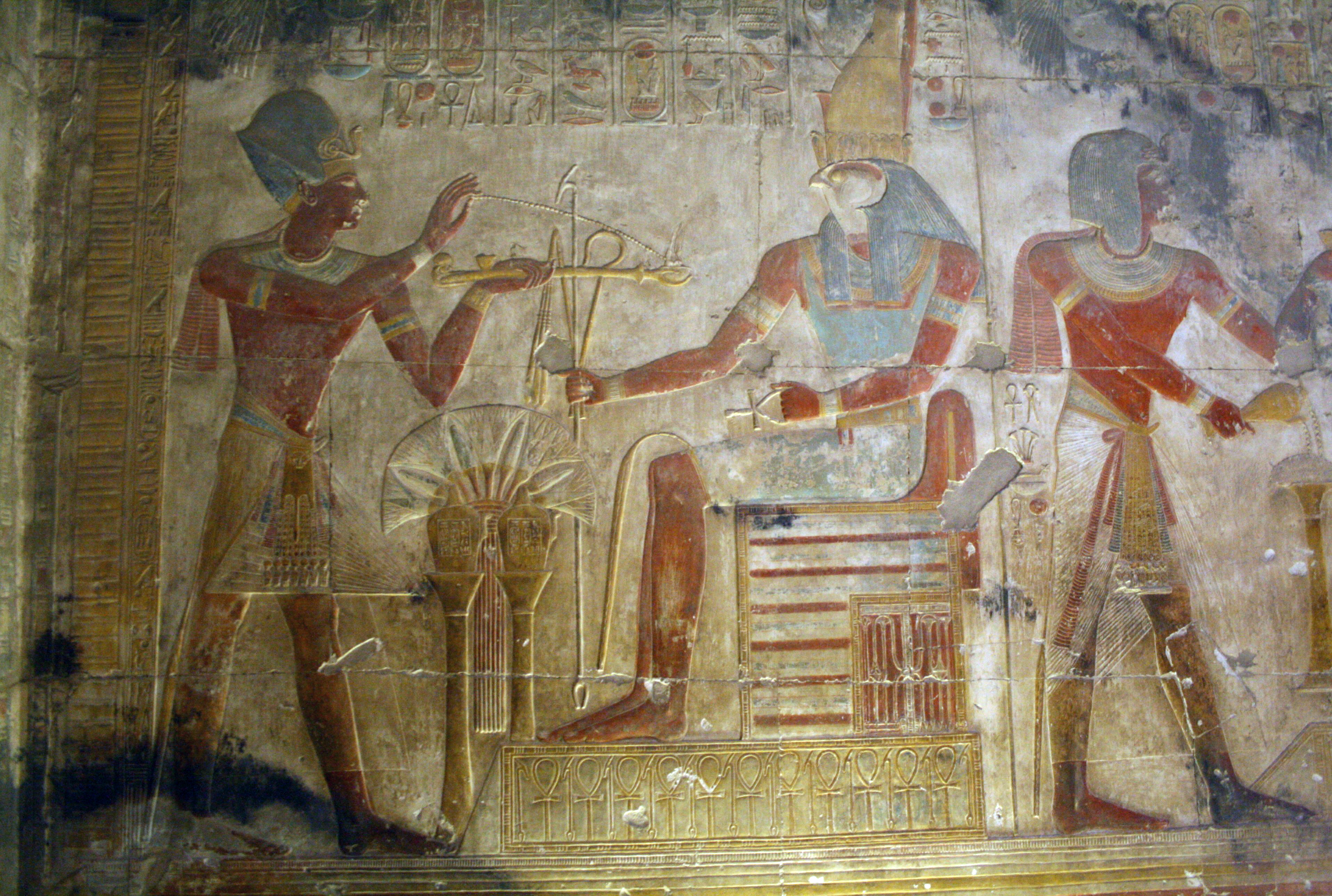
لوحة من معبد أوزوريس: حورس جالسا يسلم مقاليد الحكم إلى فرعون الذي جاء بالمبخرة وقرابين.

منذ الأسرة 11 أُعيد بناء المعبد القديم في وسط مدينة أبيدوس. وقام الملك سنوسرت الثالث ببناء مقبرة لأوزوريس في جنوب شرق أبيدوس. وكان معبد الوادي على حافة الصحراء ويوصله طريق معبد يبلغ طوله نحو 700 متر بمنطقة المقابر. كان المعبد في شكل حرف T على حافة الصحراء وكان مبنيا من الطوب اللبن ويبلغ طوله نحو 160 متر وعرضه نحو 156 متر. وأنشئ نفقان في الجزء الشمالي يصلان إلى المقبرة الموجودة على عمق 24 متر تحت الأرض. ويصل طول دهاليز وغرف المقبرة نحو 180 متر وكانت مغلقة بأحجار من الجرانيت والكوارزيت. وأما غرفة التابوت فكانت مصممة لكي تكون مخفية بحيث يعتقد بعض الباحثين أن سيزوستريس الثالث لم يدفن في هرمه وإنما كان مدفونا في أبيدوس.
أسس سيزوستريس الثالث أيضا مدينة «واحسوت» بالقرب من معبد الوادي. ولكن تلك المدينة لم تعمر طويلا فقد تركها السكان خلال الدولة الحديثة. كانت تلك المدينة في خدمة المعبد واكتسبت أهمية بعض الوقت في جنوب البلاد.
خلال الأسرة 13 أمر الملك «خندجر» بإقامة تمثال كبير لأوزوريس في مقبرة «دجر»، واعتبر كمقبرة لأوزوريس.

## حقبة الدولة الحديثة وما بعدها

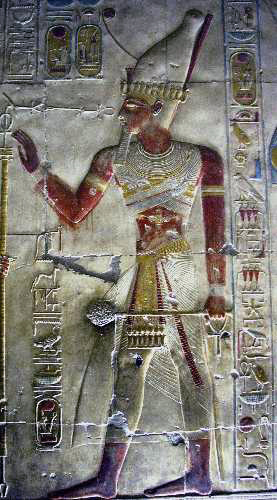
صورة سيتي الأول على حائط معبده بأبيدوس.

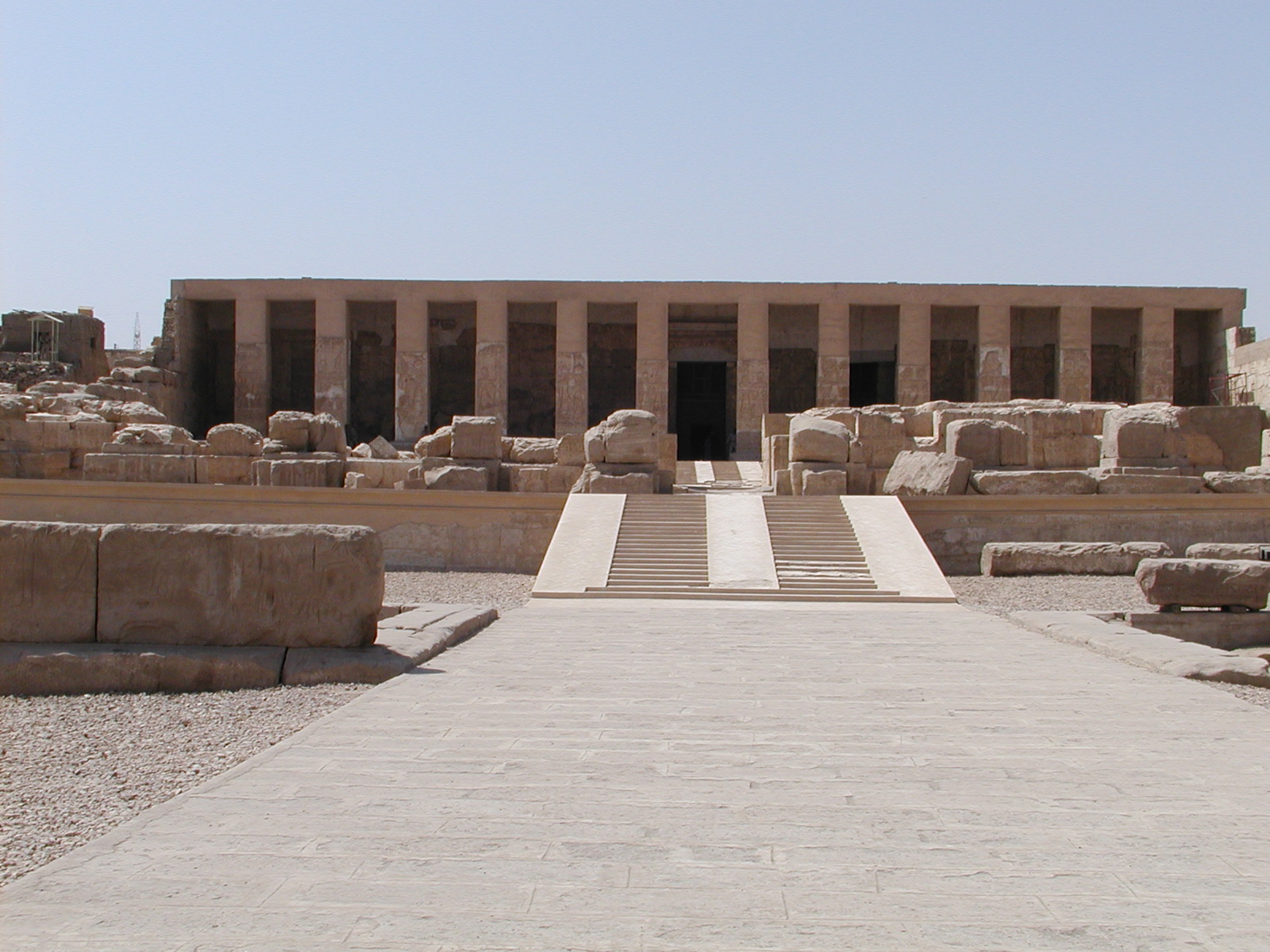
المعبد الجنائزي لسيتي الأول بأبيدوس.

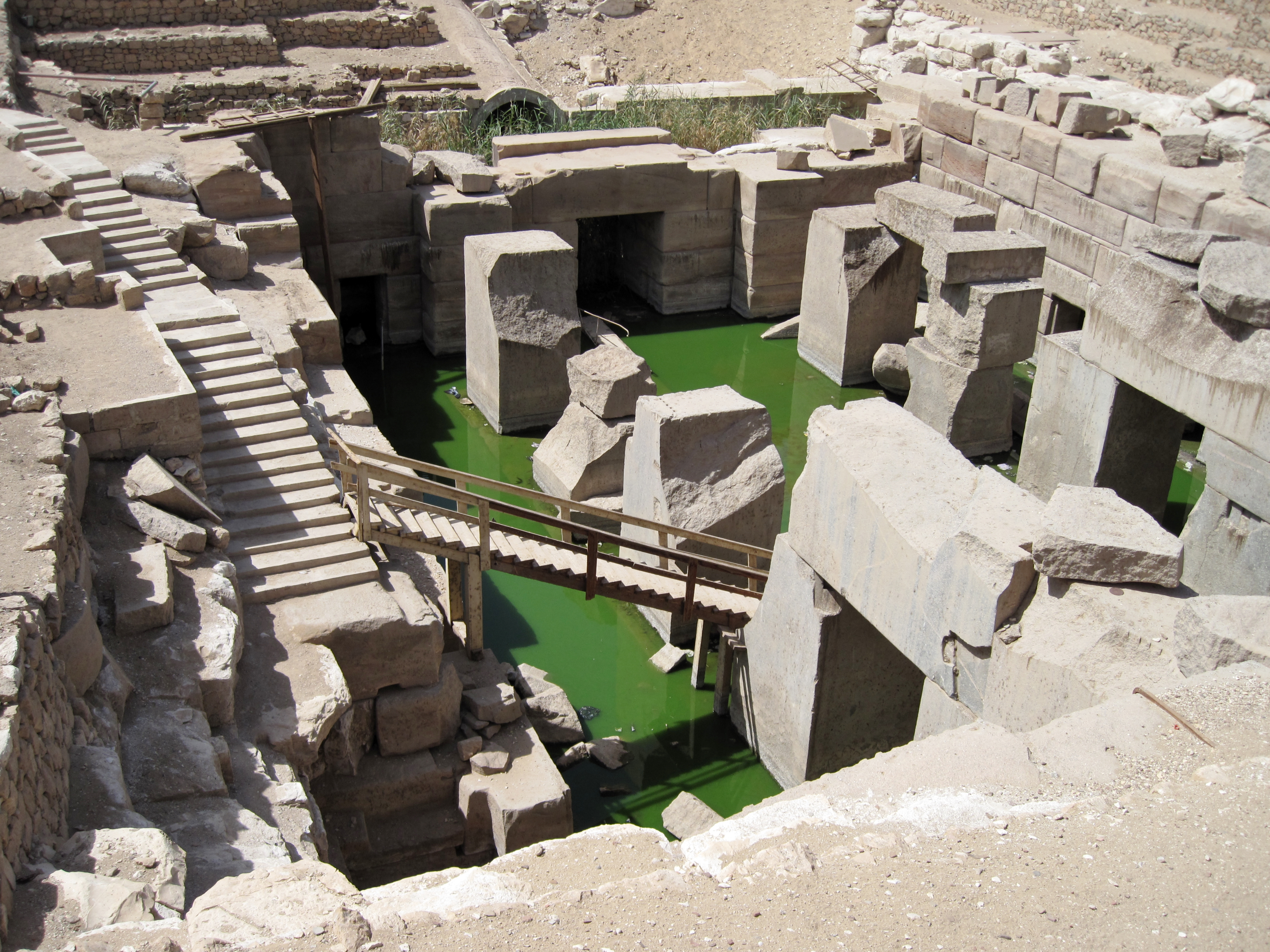
مقبرة "أوزريون ".

بعد طرد الهكسوس بنى الملك أحمس مقبرة وهرم له ولجدته «تيتيشري» ولزوجته الملكة «أحمس-نفرتاري» جنوب معبد سيتي الثالث. وحتى زمن حكم الملك أمنحتب الثالث كانت مقبرة جر تعتبر مقبرة أوزوريس.
وخلال الدولة الحديثة وأثناء الأسرة المصرية التاسعة عشر تعود البنايات الهامة في أبيدوس إلى سيتي الأول ورمسيس الثاني حيث قاما بإنشاء معبدين كبيرين هما «المعبد الجنائزي لسيتي الأول» و«معبد رمسيس الثاني في أبيدوس».
ولا يزال معبد سيتي الأول في حالة جيدة: ويتكون من ساحتين تؤديان إلى مبنى المعبد ذو واجهة ذات عمدان، ويؤدي إلى صالتين بالأعمدة. ثم تأتي بعدها على منصة مرتفعة قليلا مصفوف مكون من سبعة غرف تحوي آلهة أبيدوس وهم: أوزوريس وإيزيس وحورس (ابنهما) وآمون رع ورع-حوراختي وبتاح، وباقي الغرف تختص بالملك سيتي الأول. وكانت الطقوس الدينية تجري في الساحة المتاخمة لمعبد أوزوريس. كما وجدت قائمة ملوك أبيدوس في مبنى يقع في الجزء الجنوبي من المعبد. ويوجد مقبرة احتمالية للملك خلف هذا المعبد في هيئة «مقبرة أوزوريس» تسمى أيضا «أوزوريون».
احتفظت أبيدوس بمكانتها المميزة أيضا خلال الحقبة المتأخرة. وقد بُنيت فيها قبور عظيمة للشخصيات الكبيرة خلال الحقبة المتأخرة وحتى الأسرة الخامسة والعشرين، كما دُفن فيها بعض أعضاء الأسرة الملكية الكوشية.

## قائمة أبيدوس لملوك مصر
تحوي لوحة قائمة ملوك أبيدوس 76 اسم من ملوك مصر. وتؤول الأسماء المذكورة في القائمة إلى اللقب الملكي المعروف ب «نسوت بيتي» nesut byti، مضافا إليه رمز الحياة عنخ على أحد جدران معبد سيتي الأول.

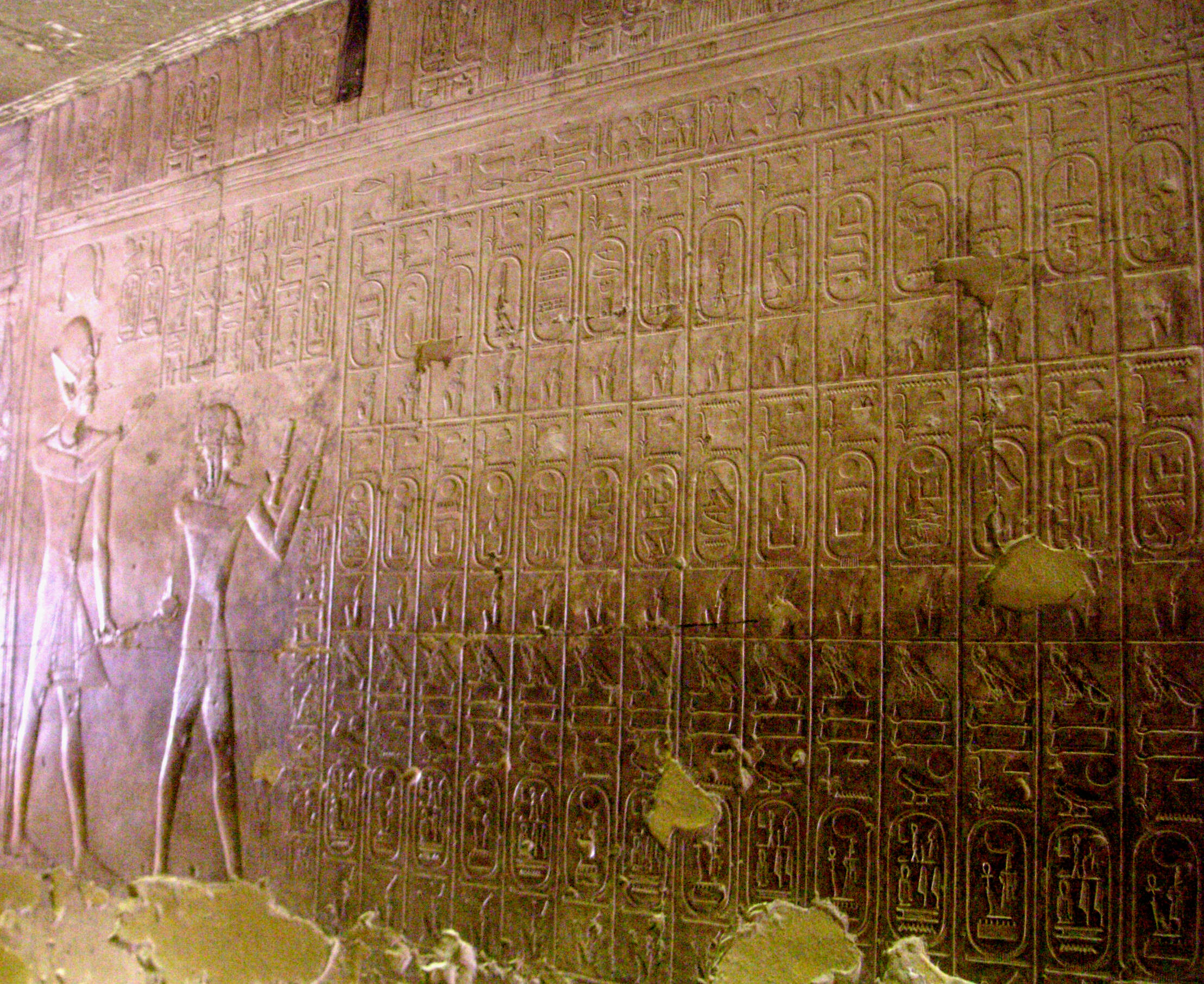
صورة لوحة قائمة الملوك.

## اقرأ أيضا
- نقادة
- منف
- سقارة
- الكوم الأحمر[ ؟ ]
- تاريخ مصر القديمة
- قائمة ملوك مصر (أبيدوس)